# Hohmann Judit
Hohmann Judit (Bóly, 1957. augusztus 18. –) gyógyszerész, gyógynövénykutató, egyetemi tanár, a Magyar Tudományos Akadémia rendes tagja. A növényi másodlagos anyagcseretermékek izolálásának és szerkezetvizsgálatának neves kutatója. 2007-től a Szegedi Tudományegyetem Gyógyszerésztudományi Kar Farmakognóziai Intézetének tanszékvezetője, 2012–2018 között az SZTE Gyógyszerésztudományi Kar dékánja.

## Életpályája
Hohmann Judit a pécsi Nagy Lajos Gimnáziumban érettségizett, a Szegedi Orvostudományi Egyetem Gyógyszerésztudományi Karán kapott gyógyszerészi oklevelet 1980-ban, majd végzés után a SZOTE Gyógynövény- és Drogismereti Intézetének (mai nevén Farmakognóziai Intézet) munkatársa lett. 1982-ben gyógyszerészdoktori oklevelet szerzett, 1995-ben lett a kémiai tudomány kandidátusa, 2003-ban habilitált "Gyógyszerészet" tudományágban. 2006-ban szerezte meg az MTA doktora fokozatot (értekezésének címe: Növényi diterpenoidok izolálása és szerkezetvizsgálata). 2007-ben tanszékvezető egyetemi tanár kinevezést kapott. 2012-2018 között az SZTE Gyógyszerésztudományi Kar dékánja, megelőzően 6 évig dékánhelyettes volt. 2019-ben a Magyar Tudományos Akadémia levelező, 2025-ben rendes tagjává választották.

## Munkássága
Kutatási területe biológiailag aktív növényi másodlagos anyagcseretermékek izolálása és szerkezetvizsgálata; gyógynövények hatáshordozó anyagainak felkutatása, azonosítása; növényi készítmények analitikai értékelése. Munkacsoportja farmakológiai szűrővizsgálati eredményekből, etnobotanikai ismeretekből és kemotaxonómiai adatokból kiindulva célzott növényi hatóanyagkutatást folytat a növényekben előforduló biológiailag aktív, a gyógyszerkutatás számára ígéretes vegyületek felkutatására. A vegyületek kinyerésére különféle extrakciós módszereket és a preparatív kromatográfia széles eszköztárát használják. A vegyületek szerkezetének meghatározására elsősorban NMR-spektroszkópiát és tömegspektrometriát alkalmaznak. Ezidáig több mint 500 másodlagos növényi anyagcsereterméket, köztük mintegy 200 új természetes vegyületet nyertek ki. A kapcsolódó hatástani kutatások számos esetben az izolált vegyületek magas farmakológiai aktivitását mutatták ki.
Fő kutatási területe a növényi diterpének vizsgálata, különös hangsúllyal az Euphorbiaceae család diterpénjeire és a Ranunculaceae fajok diterpén-alkaloidjaira. Mindkét növénycsalád számos fajával átfogó fitokémiai és farmakológiai vizsgálatot végzett, ennek eredményeként több, kiemelkedően hatásos új vegyületet azonosított. Ezek egyike az ingenol-mebutát, amelyet elsőként a Szegedi Tudományegyetem Farmakognóziai Intézetének kutatói, Hohmann Judit és munkatársai mutatták ki 2000-ben a vézna kutyatejből (Euphorbia peplus), abból a fajból, amelyet a gyógyszeripar is felhasznál a vegyület kinyerésére. A szegedi kutatók a vegyület erősen irritáló hatását is leírták, aminek szerepe lehetett abban, hogy a gyógyszeripar is felfigyelt potenciális jelentőségére, s gyógyszerré fejlesztették. Az Euphorbia fajokkal a fitokémiai vizsgálatok az 1990-es évek közepén kezdődtek, az azóta eltelt időszakban 35 faj – köztük Kárpát-medencei, illetve Afrikában honos növények – fitokémiai szűrővizsgálatát végezték el. Az ezekből izolált, közel 120 vegyület 75%-a új természetes anyag.
Az Európai Növénykémiai Társaság vezetőségi tagja. 2005-2012 között a Magyar Gyógyszerésztudományi Társaság Gyógynövény Szakosztályának elnöke volt. Nemzetközi folyóiratok szerkesztőbizottsági tagja (Planta Medica, Fitoterapia, Natural Product Communications, Natural Products in Cancer Prevention and Therapy, Pakistan Journal of Pharmaceutal Sciences).

## Díjai, elismerései
- Széchenyi Professzori Ösztöndíj (2000–2003)
- Mestertanár (2003)
- Akadémiai Díj (2011)
- Szebellédy László Emlékéremmel (2012)
- A Magyar Érdemrend tisztikeresztje (2023)

## Főbb publikációi
- Hohmann J, Molnár J, Rédei D, Evanics F, Forgo P, Kálmán A, Argay G, Szabó P. Discovery and biological evaluation of a new family of potent modulators of multidrug resistance: reversal of multidrug resistance of mouse lymphoma cells by new natural jatrophane diterpenoids isolated from Euphorbia species. JOURNAL OF MEDICINAL CHEMISTRY 45:(12) pp. 2425–2431. (2002)
- Vasas Andrea, Hohmann Judit. Euphorbia Diterpenes: Isolation, Structure, Biological Activity, and Synthesis (2008–2012). CHEMICAL REVIEWS 114:(17) pp. 8579–8612. (2014)
- Kovács A, Vasas A, Hohmann J. Natural phenanthrenes and their biological activity. PHYTOCHEMISTRY 69: pp. 1084–1110. (2008)
- Csupor D, Wenzig EM, Zupko I, Wolkart K, Hohmann J, Bauer R. Qualitative and quantitative analysis of aconitine-type and lipo-alkaloids of Aconitum carmichaelii roots. JOURNAL OF CHROMATOGRAPHY A 1216:(11) pp. 2079–2086. (2009)
- Hohmann J, Vasas A, Günther G, Máthé I, Evanics F, Dombi Gy, Jerkovich Gy. Macrocyclic diterpene polyesters of the jatrophane type from Euphorbia esula. JOURNAL OF NATURAL PRODUCTS 60: pp. 331–335. (1997)
- Vasas A, Hohmann J. Xanthane sesquiterpenoids: structure, synthesis and biological activity. NATURAL PRODUCT REPORTS 28: pp. 824–842. (2011)
- Hohmann J, Evanics F, Berta L, Bartok T. Diterpenoids from Euphorbia peplus. PLANTA MEDICA: NATURAL PRODUCTS AND MEDICINAL PLANT RESEARCH 66:(3) pp. 291–294. (2000)
- Borcsa Botond, Widowitz Ute, Csupor Dezso, Forgo Peter, Bauer Rudolf, Hohmann Judit. Semisynthesis and pharmacological investigation of lipo-alkaloids prepared from aconitine. FITOTERAPIA 82:(3) pp. 365–368. (2011)

Közleményeinek teljes listája megtalálható a Magyar Tudományos Művek Tárában.